# Kathy Sinnott

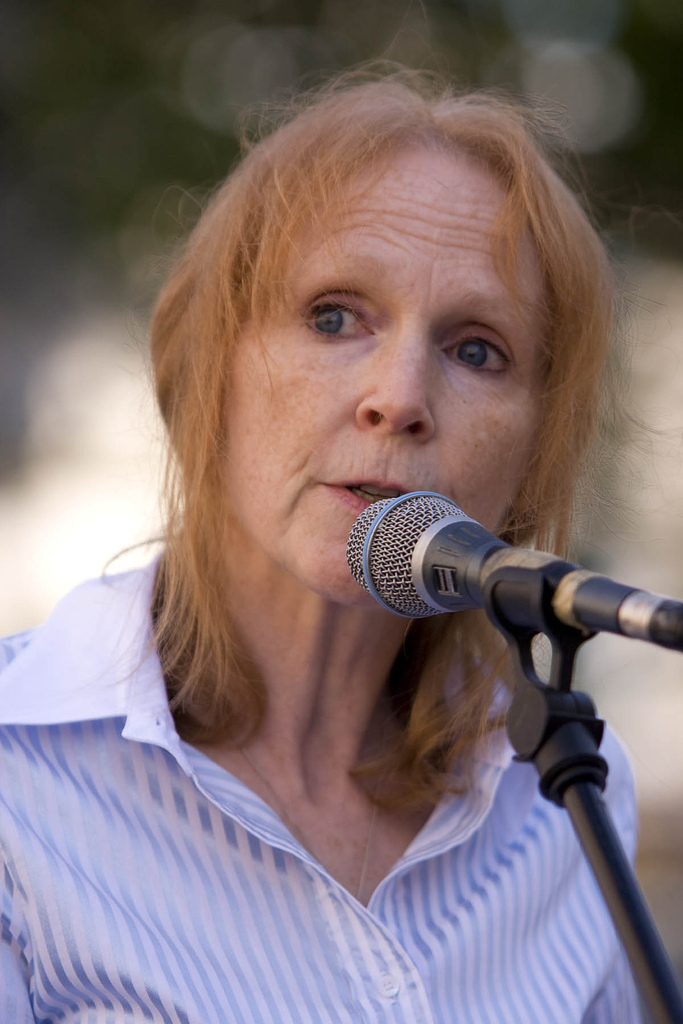
Kathy Sinnott

Kathy Sinnott este un om politic irlandez, membru al Parlamentului European în perioada 2004-2009 din partea Irlandei.